# Abdülkadir Ömür
Abdülkadir Ömür (Trebisonda, 25 de junio de 1999) es un futbolista turco. Juega como centrocampista y su equipo es el Antalyaspor de la Superliga de Turquía.

## Clubes
| Club                     | País       | Año       |
| ------------------------ | ---------- | --------- |
| Trabzonspor              | Turquía    | 2016-2024 |
| Hull City A. F. C.       | Inglaterra | 2024-     |
| Çaykur Rizespor (cedido) | Turquía    | 2025      |
| Antalyaspor (cedido)     | Turquía    | 2025-     |

## Palmarés

### Títulos nacionales
| Título               | Club        | País    | Año  |
| -------------------- | ----------- | ------- | ---- |
| Copa de Turquía      | Trabzonspor | Turquía | 2020 |
| Supercopa de Turquía | Trabzonspor | Turquía | 2020 |
| Superliga de Turquía | Trabzonspor | Turquía | 2022 |
| Supercopa de Turquía | Trabzonspor | Turquía | 2022 |